# Peltogasterella gracilis
Peltogasterella gracilis är en kräftdjursart som först beskrevs av Hilbrand Boschma 1927.  Peltogasterella gracilis ingår i släktet Peltogasterella och familjen Peltogastridae. Inga underarter finns listade i Catalogue of Life.